# Řád kněžny Olgy
Řád kněžny Olga (ukrajinsky: Орден княгині Ольги)  je státní vyznamenání Ukrajiny. Založen byl roku 1997 a udílen je výhradně ženám za osobní zásluhy v oblastní veřejné správy, vědy, vzdělávání, kultury a za zásluhy v dalších sociálních oblastech. Udílen je prezidentem republiky.

## Historie a pravidla udílení
Řád byl založen Leonidem Kučmou dekretem č. 827/97 ze dne 15. srpna 1997. Tento výhradně ženský řád byl založen v době, kdy byly ženské řády v jiných státech běžně využívané v 18. a 19. století rušeny či zpřístupňovány mužům, kvůli emancipaci a zrovnoprávnění žen a mužů.
Pojmenován byl po kyjevské kněžně, manželce knížete Igora, Olze. Udílen je výhradně ženám za osobní zásluhy o stát, dále za zásluhy o kulturu, vzdělávání, vědu, charitu a další oblasti sociálních aktivit a za výchovu dětí v rodinách. Řád může být udělen jak občankám Ukrajiny, tak cizinkám.
Občankám Ukrajiny se řád udílí výhradně od III. třídy. Následné udělení vyšší třídy je možné nejdříve tři roky po předchozím udělení tohoto vyznamenání. Cizinkám či ženám bez státní příslušnosti může být udělena libovolná třída v závislosti na míře jejich zásluh. Řád může být udělen i posmrtně. V případě že nositelka spáchá trestný čin, může jí být vyznamenání odňato prezidentem Ukrajiny. Po smrti oceněné zůstávají insignie řádu na památku jejím dědicům.

## Insignie
Řádový odznak I. třídy je zdoben čtyřmi obdélnými ametysty, které jsou v případě I. třídy zasazeny do pozlaceného ornamentu, u II. třídy do pozlaceného ornamentu se stříbrnými částmi a u III. třídy je ornament stříbrný. V oválném medailonu je vyobrazena svatá Olga v byzantském rouchu s rukama zvednutýma v žehnajícím gestu. Ke stuze je odznak připojen pomocí spony, na které je vyobrazen státní znak Ukrajiny. Velikost odznaku je 45 × 40 mm. Zadní strana je hladká s vyrytým sériovým číslem.
Stuha řádu široká 22 mm je bílo-fialová, v jednotlivých třídách se však její vzhled liší. Stuha I. třídy se skládá z 14 mm širokého pruhu bílé barvy při obou okrajích s fialovými pruhy o šířce 4 mm. Stuha II. třídy je fialová se širokým bílým pruhem uprostřed. Šířka bílého pruhu je 6 mm. Stuha III. třídy je fialová s dvěma úzkými pruhy uprostřed. Šířka bílých proužků je 2 mm. Mezi nimi je stejně široký fialový proužek.

Řád se nosí na stuze vpředu na levém rameni.

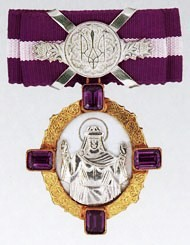
Řád II. třídy
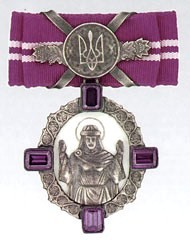
Řád III. třídy
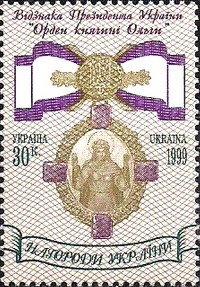
Ukrajinská poštovní známka s vyobrazením Řádu kněžny Olgy

## Třídy
Řád je udílen ve třech třídách:

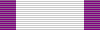
I. třída
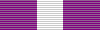
II. třída
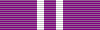
III. třída

- I. třída
- II. třída
- III. třída